# Валтер Нувел
Ва̀лтер Фьо̀дорович Нувѐл (на руски: Вальтер Фёдорович Нувель) е руски писател и журналист, живял дълго време и във Франция.
Роден е на 26 януари (14 януари стар стил) 1871 година в семейството на финансист с далечен френски произход. Завършва Санктпетербургския университет, интересува се от музика и любителски свири на пиано и композира. Включва се активно в художествения кръг „Мир искуства“ и е редактор на неговото списание. Близък с театралния импресарио Сергей Дягилев, той става негов близък сътрудник в организирането на неговите „Руски сезони“ в Париж, а по-късно съставя първата му, останала непубликувана биография. През 30-те години се сближава с композитора Игор Стравински и се включва в писането на неговата мемоарна книга „Хроники на моя живот“.
Валтер Нувел умира на 13 април 1949 година във Франция.